# Хироки Јамада
Хироки Јамада (јап. 山田 大記; 27. децембар 1988) јапански је фудбалер.

## Каријера
Током каријере је играо за Џубило Ивата и Карлсруе.

## Репрезентација
За репрезентацију Јапана дебитовао је 2013. године. За тај тим је одиграо 2 утакмице.

## Статистика
| Јапан  | Јапан   | Јапан  |
| Година | Наступи | Голови |
| ------ | ------- | ------ |
| 2013.  | 2       | 0      |
| Укупно | 2       | 0      |